# Tanana jezik
Tanana jezik (lower tanana; ISO 639-3: taa) athapaskanski jezik podskupine tanana koji se govori u unutrašnjosti Aljaske na rijeci Tanana. Danas je gotovo nestao, svega 30 govornika (1995 M. Krauss) od 380 etnićkih (1995 M. Krauss).
Njegova dva dijalekta su nestala u skorašnje vrijeme Chena 1976 i Salcha-Goodpaster 1993.

## Vanjske poveznice
- Ethnologue (14th)
- Ethnologue (15th)